# G.F.O. Zytphen-Adeler
Georg Frederik Otto lensbaron Zytphen-Adeler (10. maj 1810 i København – 18. april 1878 sammesteds) var en dansk kammerherre, folketingsmedlem, officer og godsejer. Han var lensbaron til Baroniet Adelersborg.

## Virke
Han var søn af generalmajor Ernst Frederik von Zytphen og Louise Augusta von Zytphen.
Han var af hollandsk afstamning (slægten Zytphen) og en af dansk landbrugs mest innovative godsjere i datiden. Han var først i landet med roedyrkning 1848, den første, der indførte dampkraft i landbruget 1856, og 1852-62 stod han bag udtørringen af Svinninge Vejle. Slutteligt tog han initiativ til Lammefjordens inddæmning i 1873.
Som tak for Zytphen-Adelers store arbejde foreslog en gruppe borgere at rejse en statue af baronen. Der blev startet en indsamling, men beløbet var kun højt nok til at få lavet en buste af Zytphen-Adeler. Da man jo havde fortalt vidt og bredt om statuen, var gode råd dyre – løsningen blev, at man købte en forholdsvis billig statue af Enrico Dalgas og erstattede hans hoved med Zytphen-Adelers,[kilde mangler] og derfor er statuen, der står i Fårevejle Stationsby, lidt pudsig – Dalgas' velkendte positur fra heden med baronens hoved med "blød" hat.
Zytphen-Adeler fik adelspatent 1838 og friherrepatent 1843 med navnet Zytphen-Adeler 
Ved siden af sin indsats som godsejer var han politiker i Holbæk Amtsråd og valgt til Folketinget for Venstre.
Han blev gift 6. januar 1836 med Bertha Frederikke "Fritze" Henrietta Løvenskiold (20. juli 1814 – 9. juni 1875), boede på Dragsholm Slot (Adelersborg) i Odsherred. Han var meget vellidt på egnen og var ankermanden bag dræningen af Lammefjorden i 1873. Han og hans hustru ligger  bisat i gravkapellet ved Fårevejle Kirke. 
Der er rejst  en obelisk til minde om G.F.O. Zytphen Adeler på et bakkedrag i Brydebjerg Skov ved vejen op til Vejrhøj.
Det blev senere udvidet med et gravkammer til hans barnebarn og dennes kone.

## Børn
Zytphen-Adeler og frue var forældre til lensbaron Frederik Zytphen-Adeler, baronesse Bertha Sophie Louise (1836-1922), baron Otto Zytphen-Adeler og baron Christopher Zytphen-Adeler.